# Jusay
Jusay era un amigo del Rey David y un espía según la Biblia hebrea. Durante la rebelión de Absalón contra su padre David, rebelión descrita en el Segundo Libro de Samuel, actúa como consejero de Absalón para sabotear los planes de este y envía en secreto información a David.  Siguiendo su consejo Absalón no persiguió inmediatamente a David, dándole tiempo a  retroceder y reagrupar sus fuerzas. El consejo de Jusay ayudó para asegurar una derrota rápida de Absalón.

## Vida
Jusay era un Arquita, es decir, un nativo de Arqui, un lugar al sur del territorio de la tribu de Efraín, cercano a Bethel (Josué 16:2). En el primer libro de las Crónicas se le llama  "el amigo del rey" (1 Cro 27:33). Este título es similar al de consejero dado a Ajitófel. Vemos también un uso del término en 1 Reyes 4:5. En los Libros de los Macabeos  es un título oficial dado por el Imperio seléucida a personas de confianza que tuvieran funciones importantes civiles o militares (1 Macabeos 2:18; 3:38; 6:10, 14, 28; 7:6-8; etc.). Es probable entonces, que el título de amigo del rey no implique las relaciones afectivas sugeridas por el término.
No obstante, el relato que se da de él durante la rebelión de Absalón (2 Samuel 15 - 17 Archivado el 6 de noviembre de 2016 en Wayback Machine.) muestra que en su caso el título no era meramente oficial. Justo después de que David ha oído de la traición de su consejero Ajitófel, se  encuentra en el Monte de los Olivos con Jusay cuya túnica está desgarrada y cuya cabeza está cubierto de polvo. Es probablemente un hombre viejo, pues David le dice que sería una carga en la huida. Pero inteligentemente le envía a Jerusalén para rechazar el consejo de Ajitófel. Jusay persuade a Absalón ganando su confianza, y, le aconseja las medidas a tomar en contra de David, consiguiendo retrasar el ataque, lo que permite al rey David reagrupar sus fuerzas. Además informa a David a través de Sadoc, Abiatar, y sus hijos: Ajimaaz, Sadoc hijo y Jonatan. (2 Samuel 15:36)